# Religija u Eritreji
U Eritreji su prevladavaju dvije religije; kršćanstvo i islam. Procjenjuje se da je 62,5% kršćana (uglavnom pravoslavaca i puno manje katolika, dok je oko 36,5％ stanovništva sunitskih muslimana. Kršćani su uglavnom eritrejski pravoslavni tevahedo kršćani, koji su vjernici mjesne Istočne pravoslavne Crkve, dok katolici pripadaju eritrejskog katoličkoj Crkvi. Protestanti i druge kršćanske denominacije su također zastupljene, ali u vrlo malom broju. Većina muslimana su suniti.
Od svibnja 2002., eritrejska vlada službeno priznaje Eritrejsku pravoslavnu tevahedo Crkvu, sunitski islam, katoličanstvo i luteransku crkvu. Sve druge vjere i denominacije se moraju registrirati. Između ostalog registracijski sustav zahtijeva i osobne podatke o članstvu raznih grupa kako bi im se dopustilo bogoslužje.
Eritrejska vlada je protiv reformiranih i radikalnih inačica već uspostavljenih religija. Zato radikalni oblici islama (npr. salafizam), Jehovini svjedoci, Bahá'í, Adventisti sedmog dana, i brojne druge ne-protestantske denomonacije nisu registrirani i ne mogu slobodno obavljati božiju službu. Trojica Jehovinih svjedoka su u zatvoru još od 1994. Policija je napravila raciju 28. lipnja 2009., privatne kuću gdje su se sastajali Jehovini svjedoci. 23 ih je uhićeno uključujući i dvoje djece stare dvije godine. Nekoliko žena i djece je kasnije pušteno. Nitko od njih nije službeno optužen ili je protiv njih vođen sudski postupak. Dne 29. srpnja 2010., su uhećena još 54 Jehovina svjedoka zbog tajnog sastajanja i odbijanja službe u eritrejskoj vojsci.

## Postotni prikaz religija u Eritreji prema različitim izvorima
| Regija                                                              | Stanovništvo | Kršćani | Muslimani | Ostali |
| ------------------------------------------------------------------- | ------------ | ------- | --------- | ------ |
| Maekel, ዞባ ማእከል                                                     | 1,053,254    | 94%     | 5%        | 1%     |
| Debub, ዞባ ደቡብ                                                       | 1.476.765    | 89%     | 11%       | <1%    |
| Gash-Barka, ዞባ ጋሽ ባርካ                                               | 1.103.742    | 36%     | 63%       | 1%     |
| Anseba, ዞባ ዓንሰባ                                                     | 893.587      | 39%     | 61%       | <1%    |
| Sjeverno crvenomorska regija, Semienawi Keyih Bahri ዞባ ሰሜናዊ ቀይሕ ባሕሪ | 897.454      | 12%     | 87%       | <1%    |
| Južna crvenomorska regija, Debubawi Keyih Bahri ዞባ ደቡባዊ ቀይሕ ባሕሪ     | 398.073      | 37%     | 62%       | <1%    |

| Religije u Eritreji prema Državnom tajništvu SAD-a  | Religije u Eritreji prema Državnom tajništvu SAD-a  | Religije u Eritreji prema Državnom tajništvu SAD-a | Religije u Eritreji prema Državnom tajništvu SAD-a | Religije u Eritreji prema Državnom tajništvu SAD-a |
| --------------------------------------------------- | --------------------------------------------------- | -------------------------------------------------- | -------------------------------------------------- | -------------------------------------------------- |
| Religija                                            |                                                     |                                                    | Postotak                                           |                                                    |
| Muslimani                                           | Muslimani                                           |                                                    | 50%                                                | 50%                                                |
| Eritrejska pravoslavna Crkva                        | Eritrejska pravoslavna Crkva                        |                                                    | 30%                                                | 30%                                                |
| Katolička Crkva                                     | Katolička Crkva                                     |                                                    | 13%                                                | 13%                                                |
| Protestanti, Adventisti, Jehovini svjedoci i Bahá'í | Protestanti, Adventisti, Jehovini svjedoci i Bahá'í |                                                    | 5%                                                 | 5%                                                 |
| Animisti                                            | Animisti                                            |                                                    | 2%                                                 | 2%                                                 |
|                                                     |                                                     |                                                    |                                                    |                                                    |

| Religije u Eritreji prema PEW-u i | Religije u Eritreji prema PEW-u i | Religije u Eritreji prema PEW-u i | Religije u Eritreji prema PEW-u i | Religije u Eritreji prema PEW-u i |
| --------------------------------- | --------------------------------- | --------------------------------- | --------------------------------- | --------------------------------- |
| Religija                          |                                   |                                   | Postotak                          |                                   |
| Eritrejska pravoslavna Crkva      | Eritrejska pravoslavna Crkva      |                                   | 58%                               | 58%                               |
| Muslimani                         | Muslimani                         |                                   | 37%                               | 37%                               |
| Rimokatolici                      | Rimokatolici                      |                                   | 5%                                | 5%                                |
| Protestanti                       | Protestanti                       |                                   | 1%                                | 1%                                |
| Ostali uključujući kršćane        | Ostali uključujući kršćane        |                                   | 1%                                | 1%                                |
|                                   |                                   |                                   |                                   |                                   |

## Pogledati
Islam u Eritreji